# Израилско царство
Израилското царство (на иврит: מַמְלֶכֶת יִשְׂרָאֵל) или Кралство Самария е еврейска държава в Близкия изток, съществувала от края на X до края на VIII век пр.н.е. Контролира регионите на Самария, Галилея и части от Трансйордания. То възниква около 930 година пр.н.е., когато обединеното Давидово царство се разделя на две – Израилско царство на север и Юдейско царство на юг. Главен град и столица на Израил през по-голямата част от историята му е град Самария. Около 720 година пр.н.е. Израилското царство е завладяно от разрастващото се Новоасирийско царство.
Еврейската Библия изобразява царство Израил като една от двете държави наследници на бившето Обединено кралство Израил, управлявано от цар Давид и неговия син Соломон, а другата е Юдейското царство. Може да се каже със сигурност, че северните региони са претърпели период на реурбанизация през X век пр.н.е., проправяйки пътя към установяването на царство, управлявано от династията Омрид през IX  век, и че политическият център на това царство се премества от Сихем в Самария, където е построен пищен дворец.
След унищожаването на Израил самаряните се появяват като етническа и религиозна общност в района на Самария, твърдейки, че произхождат от израилтяните. Със своя храм на планината Гаризим те продължават да процъфтяват векове наред. Днес повечето учени смятат, че самаряните са били смесица от израилтяни с други националности, които асирийците са преселили в района.